# Storm över Tjurö
Storm över Tjurö är en svensk dramafilm från 1954 i regi av Arne Mattsson. I huvudrollerna ses Adolf Jahr, Sigge Fürst, Gunnel Broström och Margaretha Krook.

## Om filmen
Filmen hade premiär den 19 juli 1954 på Astoria i Stockholm. Den är bland annat inspelad i Fågelsundets fiskeläge, Gräsö kyrka, Berga gård i Danderyd, Boo i Nacka, på Värmdö och i Räfsnäs. Handlingen bygger på en roman av Gustaf Hellström.

## Rollista i urval
- Adolf Jahr – Karl Oskar Bohm, hemmansägare på Tjurö
- Sigge Fürst – Gottfrid Johansson, Bohms systerson
- Gunnel Broström – Tekla Bladh, Bohms före detta piga
- Margaretha Krook – Augusta, Bohms dotter
- Märta Dorff – Sofia, Bohms hustru
- Nils Hallberg – Nicklas Boutkiewics, Augustas man
- Åke Grönberg – Reinhold Karlsson, handelsman på Tjurö
- Georg Rydeberg – sekreterare Gustafson, sakförare
- Gösta Gustafson – kyrkvaktmästare Sjöholm
- Sif Ruud – Alma Persson, Bohms nya hushållerska
- Erik Hell – prästen
- Lissi Alandh – Lisa, servitris på skärgårdsbåten Östanå I
- John Norrman – länsman
- Axel Högel – domaren
- John Melin – Tjuröbo
- Svea Holst – barnmorskan